# او-۲۹۰
زیردریایی یو-۲۹۰ (به انگلیسی: German submarine U-290) یک زیردریایی بود که طول آن ۶۷٫۱ متر (۲۲۰ فوت ۲ اینچ) بود. این زیردریایی در سال ۱۹۴۳ ساخته شد.